# Unciferia
Unciferia là một chi phong lan trong họ Orchidaceae.

## Hình ảnh

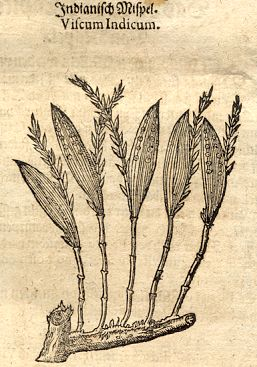